# Luc Elsner
Luc Thomas Elsner (* 18. Januar 2004) ist ein deutscher Fußballer, der beim Regionalligisten 1. FC Lokomotive Leipzig unter Vertrag steht.

## Karriere
Elsner wurde zunächst vom FC Grimma ausgebildet. Im Jahr 2014 wechselte der Stürmer in die Jugend des FC Erzgebirge Aue. Zur Saison 2023/24 erhielt Elsner einen Profivertrag für die erste Mannschaft. Seinen ersten Einsatz im Profifußball hatte Elsner am achten Spieltag der Saison 2023/24 im Spiel gegen den SSV Jahn Regensburg.
Im Juli 2024 wechselte er zum 1. FC Lokomotive Leipzig und unterschrieb dort einen Vertrag bis 2026.